# Klášter servitů na Novém Městě
Klášter servitů na Trávníčku na Novém Městě pražském je někdejší klášter při kostele Zvěstování Panny Marie Na slupi v Praze 2-Novém Městě. Kostel je v současnosti (k roku 2021) stále v užívání pravoslavné církve.

## Historie

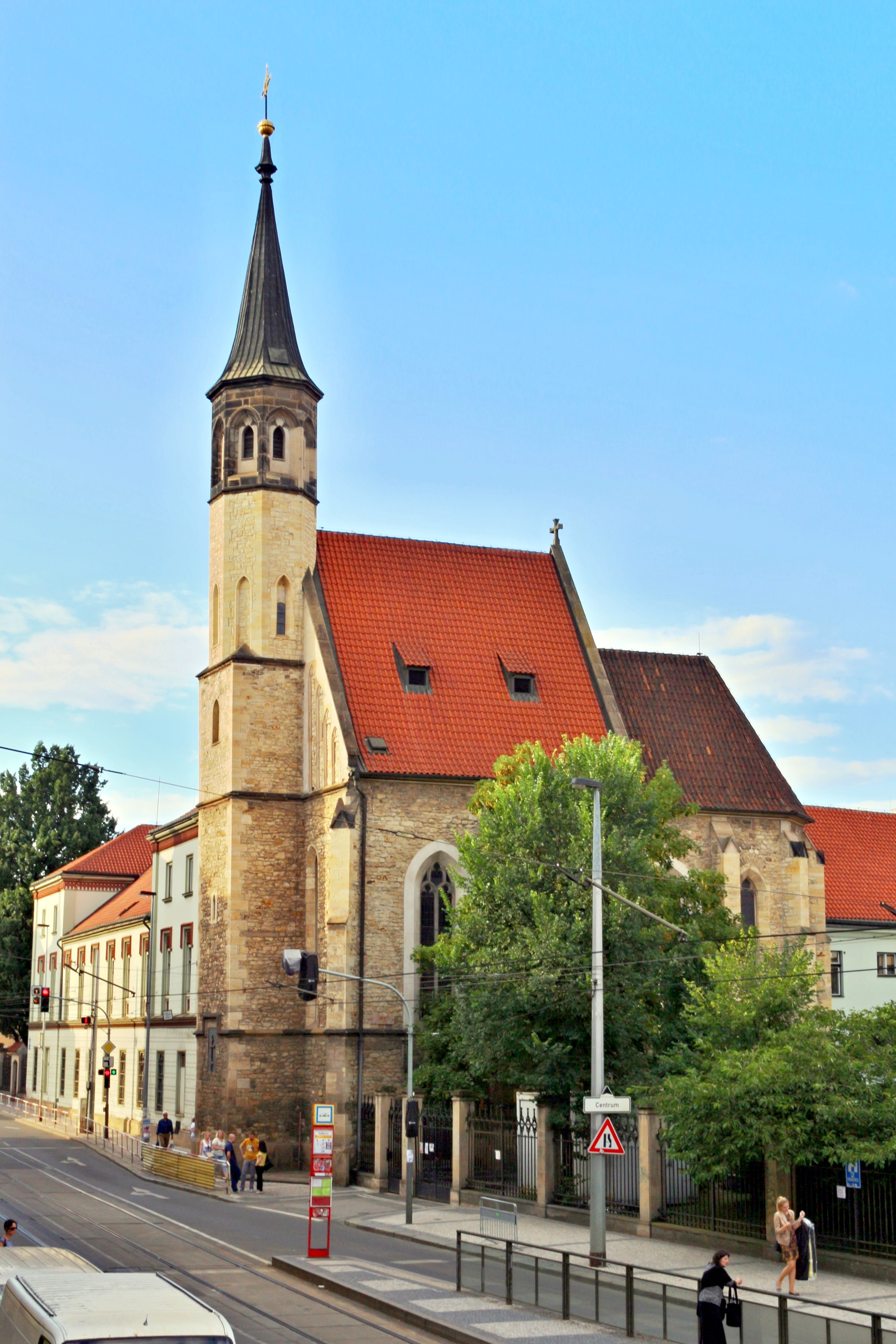
Klášterní kostel Zvěstování Panny Marie

Novoměstský klášter servitů byl založen kolem roku 1360 jako jeden ze šesti zdejších klášterů, vzniklých v rámci založení Nového Města pražského Karlem IV. Nejstarší označení pro tento kostel a celý klášter je „in viridi“, „na zeleném“. Později bylo toto pojmenování pozměněno na „na Trávníčku“, pravděpodobně podle zelených luk v údolí botičského potoka, na nichž byl klášter založen. Ve středověku se klášter i kostel označují, podle přilehlého potoka, jednoduše jako „Botič“.
Legenda praví, že Karel IV. klášter založil poté, co po své nemoci přislíbil, před obrazem ve florentském klášteře servitů, že i u nás založí klášter tohoto řádu, jako dík za své uzdravení. Dalším možným podnětem k založení tohoto kláštera mohla být pro Karla IV. snaha o posílení upadajícího náboženského života Čech a zejména Prahy druhé poloviny 14. století.
Karel IV. požádal v roce 1359 papeže Inocence VI. o povolení založit v Praze nový klášter servitů a bylo mu vyhověno. Klášter byl založen v roce 1360 a bezprostředně poté se rozběhla i stavba kostela. Podle Beneše z Veitmile byl kostel zřízen u starší kaple Panny Marie.
V době husitských nepokojů měla z věže zdejšího kostela bojůvka pražanů namířeno děla proti královskému opevnění na Vyšehradě.
V průběhu 16. století zdejší konvent na čas zanikl, ale po třicetileté válce byl roku 1669 obnoven a budovy zrekonstruovány. Konečný zánik kláštera znamenalo až zrušení v roce 1783 v rámci josefinských reforem. Poté budovy kláštera využívala císařská armáda.
V letech 1858–1863 byly budovy bývalého kláštera opraveny a regotizovány podle plánu architekta Bernarda Grubera. V současné době v budově sídlí Ústav revmatologie a knihovna Revmatologického ústavu.